# Шолоховская весна
Шолоховская весна — ежегодный литературно-фольклорный праздник (фестиваль), посвящённый дню рождения М. А. Шолохова и проходящий в станице Вёшенской Ростовской области. Гости праздника являются не только зрителями; они могут стать участниками концертов, представлений, конкурсов, спортивных состязаний.

## Праздник
Первая «Шолоховская весна» состоялась 24 мая 1985 года — в день 80-летия Шолохова (а по факту - спустя чуть больше года после смерти писателя). С 1987 года праздник стал всероссийским, а в 1990 году получил статус международного. На него в разные годы приезжают до 70 тысяч человек — все, кто увлечён творчеством великого писателя, интересуется жизнью, культурой и бытом донского казачества. Среди гостей фестиваля можно встретить известных писателей, актёров, общественных деятелей России. В 2005 году, на 100-летие М. А. Шолохова, Вёшенскую посетил Президент России Владимир Путин. В качестве артистов выступали представители Украины, Молдавии, Казахстана, Болгарии, Югославии, Италии, Франции, Австрии.

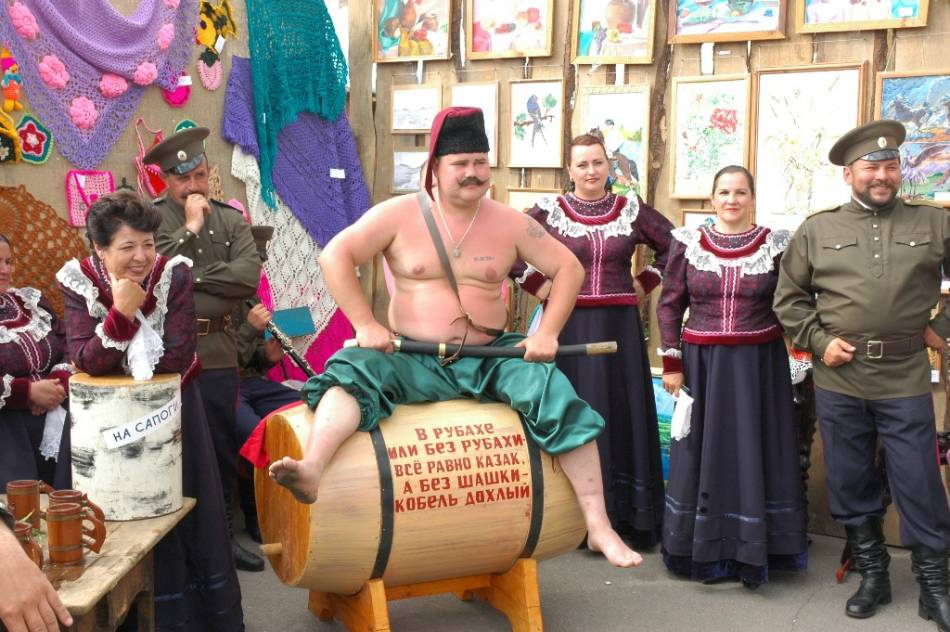
Один из казачьих куреней

У праздника, длящегося три дня, имеются свои традиции. В пятницу днём на станичной площади открывается детский праздник «Вёшенские веснушки», в библиотеке проходят встречи с писателями и поэтами, а вечером в станичном Дворце культуры — концерт мастеров искусств и самодеятельных коллективов. Следующий день — суббота, начинается с театрализованной побудки: по улицам станицы, приглашая жителей и гостей присоединиться к народному гулянию, шествуют фольклорные коллективы в народных костюмах с песнями, плясками и весёлыми шутками. Все перемещаются на главную площадь станицы — там гостей ждёт пёстрая ярмарка, на которой представлены изделия народных умельцев, а в импровизированных куренях казаки и казачки предлагают гостям отведать донских разносолов, спеть и сплясать. Именно на фестивале «Шолоховская весна» зародилась распространенная в настоящее время традиция представлять отдельные территории посредством подворий, демонстрирующих национальную кухню, костюм, элементы убранства и утвари. На трёх сценах Вёшенской проходят выступления артистов, а на стадионе — спортивные состязания. Кульминацией праздника является гала-концерт на плавучей сцене на реке Дон, лазерным шоу и красивым фейерверком. В третий день праздника завершающим его аккордом становятся конно-спортивные соревнования, проходящие воскресным утром на ипподроме близ станицы Вёшенской. Наездники соревнуются в джигитовке, демонстрируют боевые приёмы и навыки, которые когда-то использовали в бою казаки. С отличным настроением и донскими сувенирами гости разъезжаются по домам.

Фотогалерея
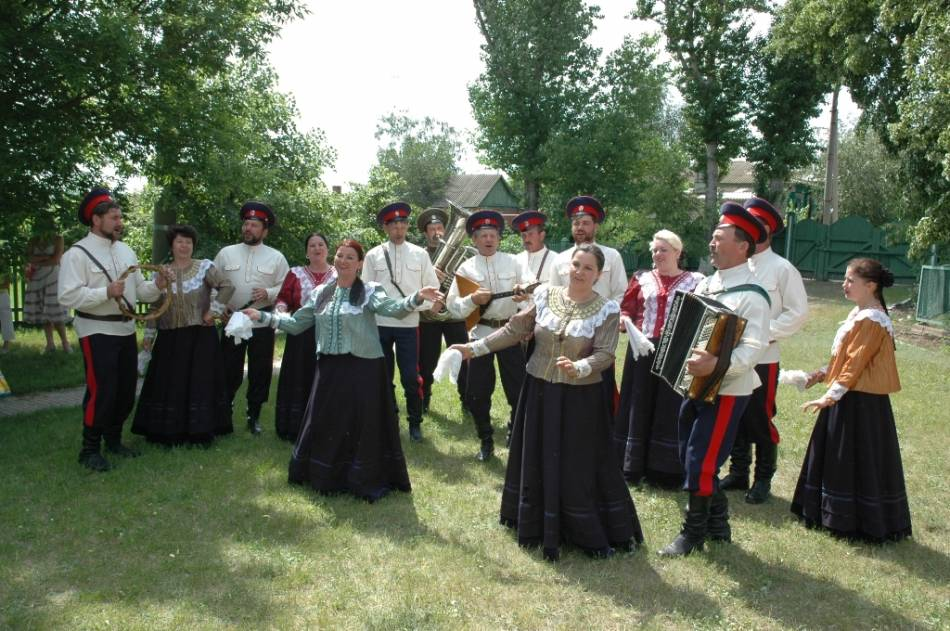
Ансамбль «Православный Дон»
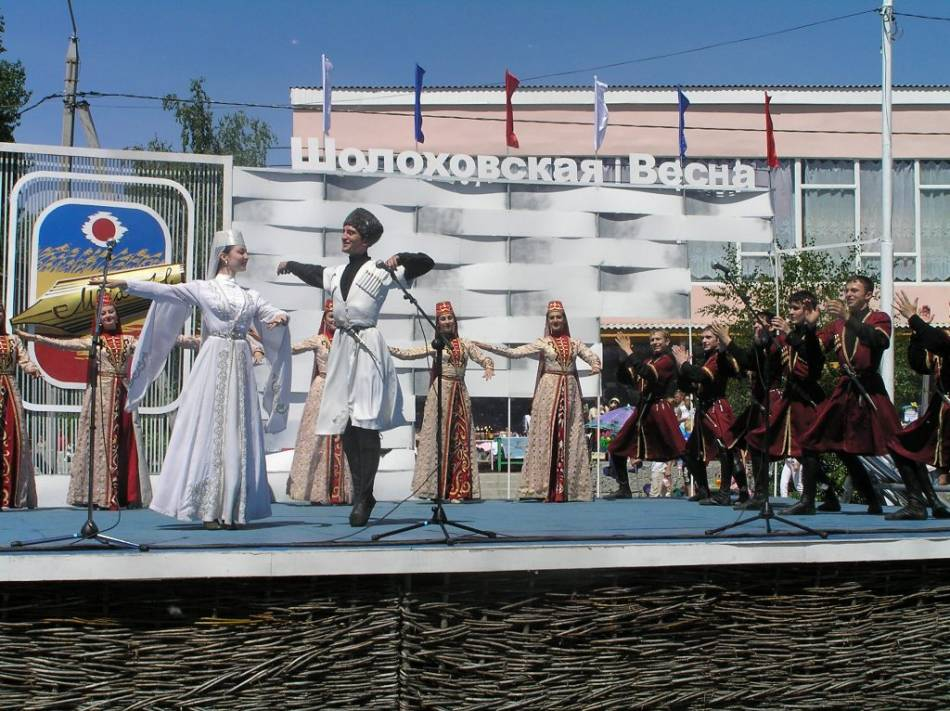
Ансамбль «Алания» из Северной Осетии
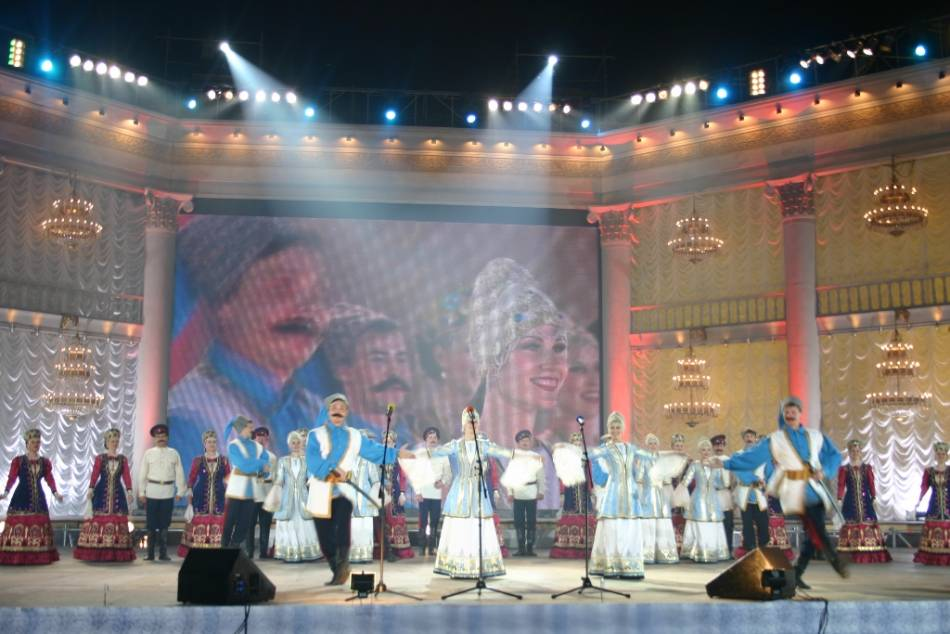
Ансамбль песни и пляски донских казаков

## Итоги
За всю историю проведения фестиваля (с 1985 года):
- более 1 000 000 гостей приезжали в станицу;
- 50 000 артистов в составе коллективов и индивидуальных исполнителей участвовало в нём;
- приезжало 3 000 творческих коллективов — академических, фольклорных, государственных и самодеятельных.

На последней «Шолоховской весне», состоявшейся в 2016 году, побывало 35 000 гостей, 108 творческих коллективов, 1 960 артистов в составе коллективов и отдельных исполнителей, 140 мастеров народного творчества, 27 детских коллективов участвовало в первый день на празднике «Детская Шолоховская весна». Велась онлайн-трансляция Гала-концерта по телевидению и в интернете.
Осенью 2016 года в Севастополе были подведены итоги регионального конкурса Национальной премии в области событийного туризма, где от Южного федерального округа были представлены 38 проектов из семи регионов. «Шолоховская весна» заняла первое место в номинации «Лучшее туристическое событие в области культуры».